# Rekowo (Radowo Małe)
Rekowo (deutsch Reckow) ist ein Dorf in der Woiwodschaft Westpommern in Polen. Es gehört zur Gmina Radowo Małe (Gemeinde Klein Raddow) im Powiat Łobeski (Labeser Kreis).

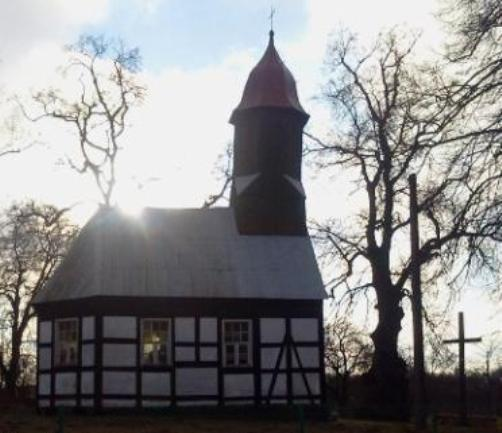
Dorfkirche (2013)

## Geographische Lage
Das Dorf liegt in Hinterpommern, etwa 65 Kilometer nordöstlich von Stettin und gut 8 Kilometer westlich der Kreisstadt Labes. Durch das Dorf verläuft von Südwest nach Nordost die Woiwodschaftsstraße 146.

## Geschichte
Ab dem 19. Jahrhundert bestanden der politische Gutsbezirk Reckow und die Landgemeinde Reckow nebeneinander. Im Jahre 1910 zählte der Gutsbezirk Reckow 128 Einwohner, die Landgemeinde Reckow 99 Einwohner. 
Später wurde der Gutsbezirk Reckow in die Landgemeinde Reckow eingemeindet. Bis 1945 bildete Reckow eine Landgemeinde im Kreis Regenwalde der preußischen Provinz Pommern. Zur Landgemeinde gehörte auch der Wohnplatz Mühle. Die Gemeinde zählte im Jahre 1925 275 Einwohner in 57 Haushaltungen und im Jahre 1939 262 Einwohner.
Nach dem Zweiten Weltkrieg kam Reckow, wie ganz Hinterpommern, an Polen. Die Bevölkerung wurde durch Polen ersetzt. Der Ortsname wurde zu „Rekowo“ polonisiert. Heute liegt das Dorf in der polnischen Gmina Radowo Małe (Gemeinde Klein Raddow), in der es ein eigenes Schulzenamt bildet.

## Söhne und Töchter des Ortes
- Wulff von Borcke (1839–1914), deutscher Rittergutsbesitzer und Mitglied des Preußischen Herrenhauses
- Hans Engelbrecht (1854–1933), preußischer Generalmajor und Kommandeur des Landwehrbezirks Hannover